# Maasen
Maasen is een gemeente in de Duitse deelstaat Nedersaksen. De gemeente maakt deel uit van de Samtgemeinde Siedenburg in het Landkreis Diepholz. Maasen telt 442 inwoners.

Het, niet zeer belangrijke, boerendorp Maasen ligt 5 kilometer ten oosten van Sulingen, iets ten noorden van de Bundesstraße 214.

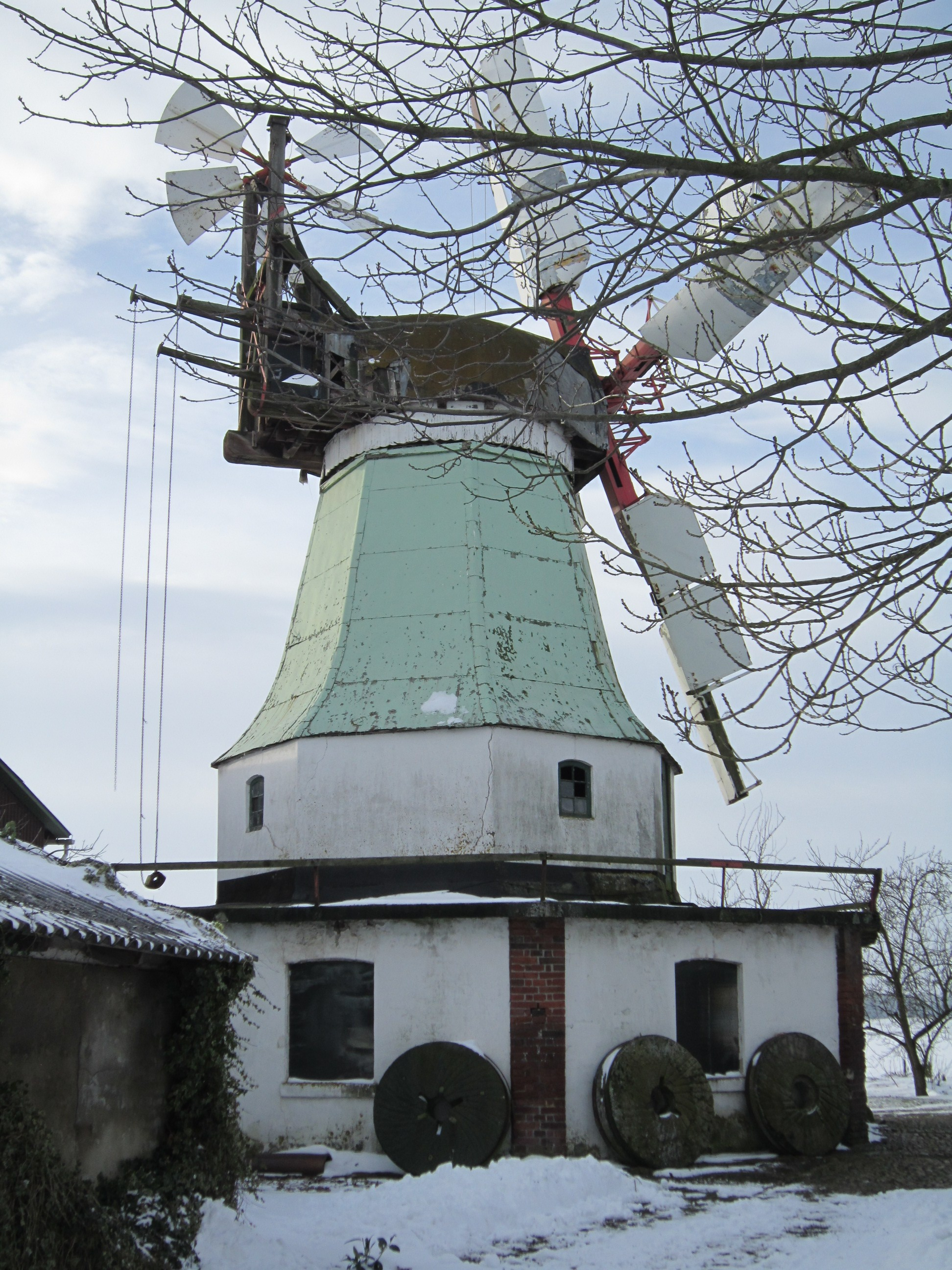
Windmolen van Huckstedt bij Maasen

- Gemeinsame Normdatei: 16020495-1
- MusicBrainz: f0dc5864-3d11-4113-a6b0-b01e42ef2742
- Virtual International Authority File: 131236072